# Kendyl Stewart
Kendyl Stewart (Newton, 17 agosto 1994) è una nuotatrice statunitense.

## Palmarès
- Mondiali

Kazan' 2015: argento nella 4x100m misti mista.
- Mondiali in vasca corta

Hangzhou 2018: oro nella 4x50m misti, nella 4x100m misti e nella 4x50m misti mista; argento nei 100m farfalla.
- Giochi panamericani

Lima 2019: oro nei 100m farfalla, nella 4x100m sl e nella 4x100m misti.
- Campionati panpacifici

Gold Coast 2014: argento nella 4x100m misti; bronzo nei 100m farfalla.
- Universiade

Kazan' 2013: bronzo nella 4x100m misti.
- Mondiali giovanili

Lima 2011: argento nei 50m farfalla e nella 4x100m misti.